# Guzel Manyurova
Guzel Manyurova (n. 24 ianuarie 1978, Saransk, RSFS Rusă, URSS) este o luptătoare ce a reprezentat Rusia, medaliată olimpică. A participat la 3 ediții ale Jocurilor Olimpice (2004, 2012, 2016) în care a câștigat o medalie de argint și o medalie de bronz.